# Leptolejeunea radicosa
Leptolejeunea radicosa là một loài Rêu trong họ Lejeuneaceae. Loài này được (Nees ex Mont.) Grolle mô tả khoa học đầu tiên năm 1979.